# CHARMM
CHARMM (Chemistry at HARvard Macromolecular Mechanics) est le nom d'un ensemble de champs de force largement utilisés en dynamique moléculaire ainsi que le nom du programme de simulation et d'analyses de mécanique moléculaire associé,. Le développement et la maintenance de CHARMM regroupe un réseau de collaborateurs à travers le monde, autour de Martin Karplus et de son groupe à Harvard. Des licences sont disponibles pour le milieu académique.
La version commerciale de CHARMM, appelée CHARMm (avec un 'm' minuscule), est fournie par Dassault Systemes BIOVIA.

## Champs de force de CHARMM
Les champs de force de CHARMM pour les protéines sont le champ de force Charmm19 à atomes unifiés, le champ de force Charmm22 incluant tous les atomes et la version Charmm22/CMAP incluant des corrections supplémentaires pour le potentiel des angles dièdres. Dans le champ de force Charmm22, les charges partielles atomiques ont été obtenues à partir de calculs quantiques d'interaction entre des composés modèles et l'eau. Charmm22 est paramétré pour le modèle TIP3P des molécules d'eau. 
Pour l'ADN, l'ARN et les lipides, le champ de force Charmm27 est utilisé. Certains champs de force peuvent être combinés, par exemple Charmm22 et Charmm27 pour les simulations de complexes protéine-ADN. Des paramètres supplémentaires, par exemple pour NAD+, les sucres, les composés fluorés, etc. peuvent être téléchargés. Les numéros de version de ces champs de force correspondent à la première version de CHARMM qui les a incorporés, cependant ils peuvent être utilisés avec n'importe quelle version ultérieure du programme, ainsi que par d'autres programmes de dynamique moléculaire compatibles, par exemple NAMD.

## Le programme de mécanique moléculaire CHARMM
Le programme CHARMM offre un large choix pour la production et l'analyse de simulations moléculaires. Les simulations standards sont la minimisation d'énergie d'une structure donnée et la production d'une trajectoire de dynamique moléculaire.
Parmi les techniques plus élaborées, figurent les calculs de perturbation d'énergie libre (FEP), l'estimation d'entropie par approximation quasi-harmonique, les analyses de correlation et les méthodes combinées de mécanique quantique et moléculaire (QM/MM). 
CHARMM figure parmi les plus anciens programmes de dynamique moléculaire. Il regroupe un grand nombre de fonctionnalités, dont certaines sont même fournies en double par plusieurs mots clés, avec de légères différences. Cela est une conséquence inévitable du grand nombre de groupes utilisant CHARMM à travers le monde, pour différents domaines d'application. Le Changelog permet d'avoir une idée des noms et localisations des principaux developpeurs.

## Histoire du programme
Vers 1969, on trouvait un intérêt considérable pour le développement de fonctions d'énergie potentielle de petites molécules. CHARMM a son origine dans le groupe de Martin Karplus à Harvard. Karplus et son étudiant Bruce Gelin décidèrent que le temps était venu de développer un programme qui rendrait possible de prendre une séquence d'acides aminés et un ensemble de coordonnées (provenant par exemple de structures obtenues par diffraction aux rayons X) et d'utiliser cette information pour calculer l'énergie du système en fonction des positions des atomes. Karplus a reconnu l'importance d'apports majeurs dans le développement du programme (alors encore sans nom) incluant :
- le groupe de Schneior Lifson au Weizmann Institute, et particulièrement Arieh Warshel qui apporta avec lui à Harvard son champ de force "consistent force field" (CCF),
- le groupe d'Harold Scheraga à l'université de Cornell,
- les travaux pionniers de Michael Levitt dans le calcul d'énergie des protéines.

Dans les années 1980, la parution d'un article ouvrit CHARMM à un public plus large. Le programme initial de Gelin avait alors été considérablement restructuré. Pour la publication, Bob Bruccoleri avait proposé le nom HARMM (HARvard Macromolecular Mechanics), mais il ne fut pas retenu. Un 'C' pour "Chemistry" fut ajouté. Karplus a déclaré: "I sometimes wonder if Bruccoleri's original suggestion would have served as a useful warning to inexperienced scientists working with the program."  
CHARMM a continué d'évoluer et la dernière version du programme est sortie en août 2006 sous le numéro 33b1.

## CHARMM sousUnix/Linux
La syntaxe générale pour utiliser le programme est:
```
charmm < filename.inp > filename.out
```

charmmle nom du programme (ou du script lançant le programme) sur l'ordinateur utilisé; le nom peut varier selon le système.
filename.inpun fichier texte d'entrée contenant les commandes CHARMM à exécuter et utilisant la syntaxe décrite dans usage.doc. L'utilisateur est libre pour le choix du nom de ce fichier.
filename.outle fichier de sortie de CHARMM, contenant les commandes exécutées et différentes informations sur leur résultat. Le niveau de sortie peut être augmenté ou diminué en général et des procédures comme la minimisation ou la dynamique moléculaire ont des options spécifiques pour la fréquence d'affichage de leur sortie.